# Ведмідь печерний
{{#ifeq:0|0|{{#if:|{{#if:Ursusspelaeus|[[]}}|}}}}
Ведмі́дь пече́рний (Ursus spelaeus) — викопний вид ведмедя, що населяв Європу та Азію в плейстоцені та вимер близько 24 000 років тому під час останнього льодовикового максимуму.
Епітет «печерний» та наукова назва «spelaeus» вживаються до нього тому, що скам'янілості цього виду здебільшого знаходили в печерах. Це відображає думку експертів про те, що печерні ведмеді, можливо, проводили в печерах більше часу, ніж сучасні бурі ведмеді, які використовують печери лише для зимової сплячки. Вважається, що він був переважно травоїдним.
Вперше скелети печерних ведмедів були описані в 1774 році Йоганном Фрідріхом Еспером у його книзі «Нещодавно відкриті зооліти невідомих чотириногих тварин». Хоча тогочасні вчені вважали, що скелети могли належати мавпам, собакам, котячим, навіть драконам чи єдинорогам, Еспер припустив, що насправді вони належали білим ведмедям. Двадцять років потому Йоганн Крістіан Розенмюллер, анатом з Лейпцизького університету, присвоїв цьому виду біноміальну назву.

## Еволюція

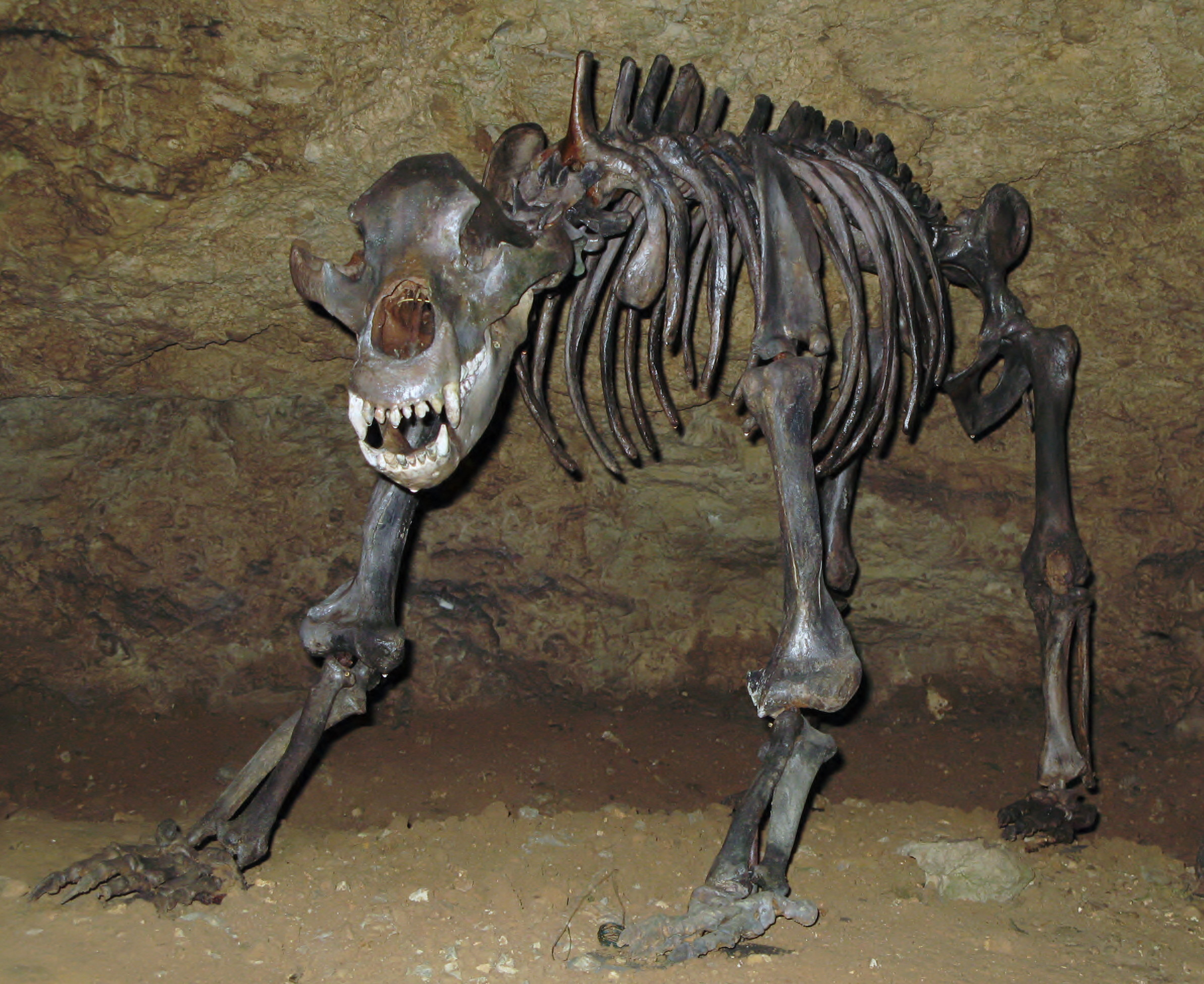
Змонтований скелет у природньому середовищі

Припускається, що і печерний, і бурий ведмідь походять від пліо-плейстоценового етруського ведмедя (Ursus etruscus), що жив приблизно 5,3 млн—100 тис. років тому. Останній спільний предок печерних і бурих ведмедів жив між 1,2—1,4 млн років тому. Безпосереднім попередником печерного ведмедя, ймовірно, був Ursus deningeri (ведмідь Денінгера), вид ареал якого обмежений плейстоценовою Європою приблизно від 1,8 млн років тому до 100 000 років тому. Перехід між ведмедем Денінгера та печерним ведмедем відбувся в останній міжльодовиковий період, хоча межа між цими формами є довільною, і були запропоновані проміжні або перехідні таксони, наприклад Ursus spelaeus deningeroides, тоді як інші науковці вважають обидва таксони хронологічними варіантами того самого виду.
Одне з досліджень мітохондріальної ДНК, виділеної з останків печерного ведмедя віком від 20 000 до 130 000 років. підтвердило, що печерний ведмідь був більш спорідненим з бурим ведмедем і білим ведмедем, ніж з американським чорним ведмедем, але відокремився від лінії бурого ведмедя до того, як урізноманітнилися лінії східного та західного бурих ведмедів і до дивергенції бурого та білого ведмедя. Оцінка часу дивергенції печерних і бурих ведмедів становить приблизно 1,2—1,4 млн років тому. Однак нещодавнє дослідження показало, що обидва види мали певну гібридизацію між собою.

### Підвиди
Кожен карстовий район мав власну окрему популяцію печерних ведмедів, які часом суттєво різнилися між собою за розмірами та будовою черепа. Наприкінці останньої льодовикової епохи існувало щонайменше два різних підвиди, а можливо, і два окремих види печерних ведмедів — малий та великий.
Малий печерний ведмідь був зростом з середніх розмірів бурого і важив, мабуть, приблизно 120—150 кілограмів живої ваги. Він мав найсильніше виражені родові ознаки — вкриті тупими горбками зуби, вкорочені литки тощо. Тобто це був ще більш травоїдний та вайлуватий звір, ніж його великий родич. Жили ці ведмеді в степах Передкавказзя та Південного Уралу, горах Середнього Уралу, степах Західного Сибіру та на Алтаї. Великий печерний ведмідь мешкав в Європі, на Кавказі та Уральських горах.

## Опис

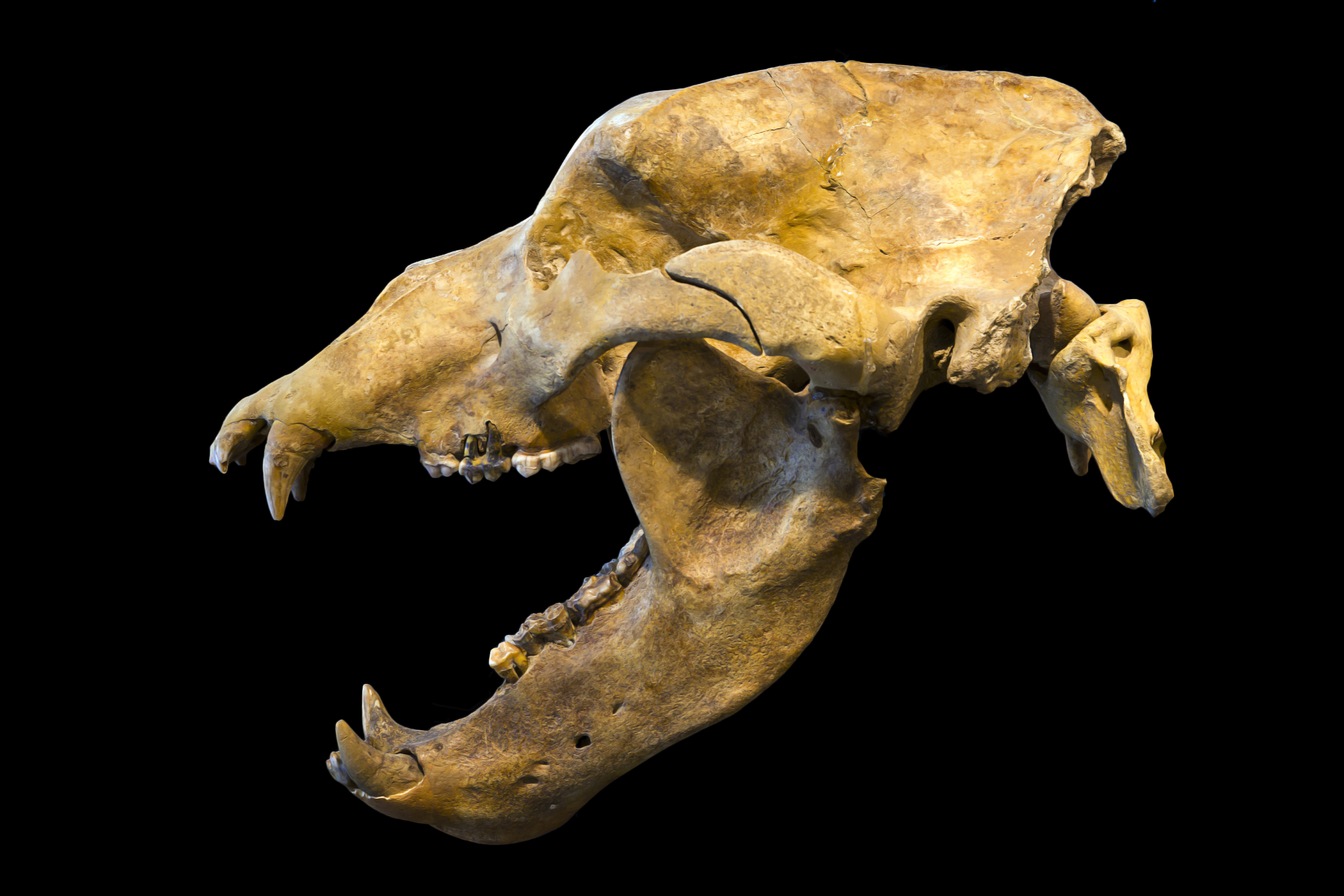
Череп печерного ведмедя

Печерні ведмеді сягали 2 м довжину та були більшими за найбільших сучасних ведмедів. Середня вага самців становила 350—600 кг, тоді як самки важили 225—250 кг. 90 % скелетів печерних ведмедів у музеях класифікуються як самці, оскільки існувала помилкова думка, що скелети самок просто були «карликовими». У льодовикові періоди печерні ведмеді ставали більшими, а в інтергляціали — меншими, ймовірно для того, щоб регулювати швидкість тепловтрат.
Черепи печерних ведмедів мали цілий ряд характерних ознак — крутий підйом лоба, масивні надочні відростки, високий серединно-тім'яний гребінь. Щелепи були витягнуті вперед і мали значні заіклові проміжки, тож ікла звіра були добре видні, хоч фактично травоїдний печерний ведмідь їх не використовував. Зате масивні та вкриті тупими горбочками кутні зуби були призначені для пережовування рослинної їжі — листя, трави, коренів, стебел, ягід тощо. Не зрозуміле призначення випуклих та об'ємних лобних пазух. Можливо, це була теплоізоляція мозку на час сплячки. Отвір хоанів, який веде з носової порожнини в гортань, майже удвічі вужчий, ніж у бурого ведмедя. Тобто дихання у тварини було помітно слабше. З огляду на значні розміри це означає, що печерні ведмеді були досить повільними, вайлуватими тваринами, не такими агресивними й хижими, як бурий ведмідь. Сильно вкорочена литка також вказує, що печерний ведмідь бігав значно повільніше за бурого.

## Поведінка

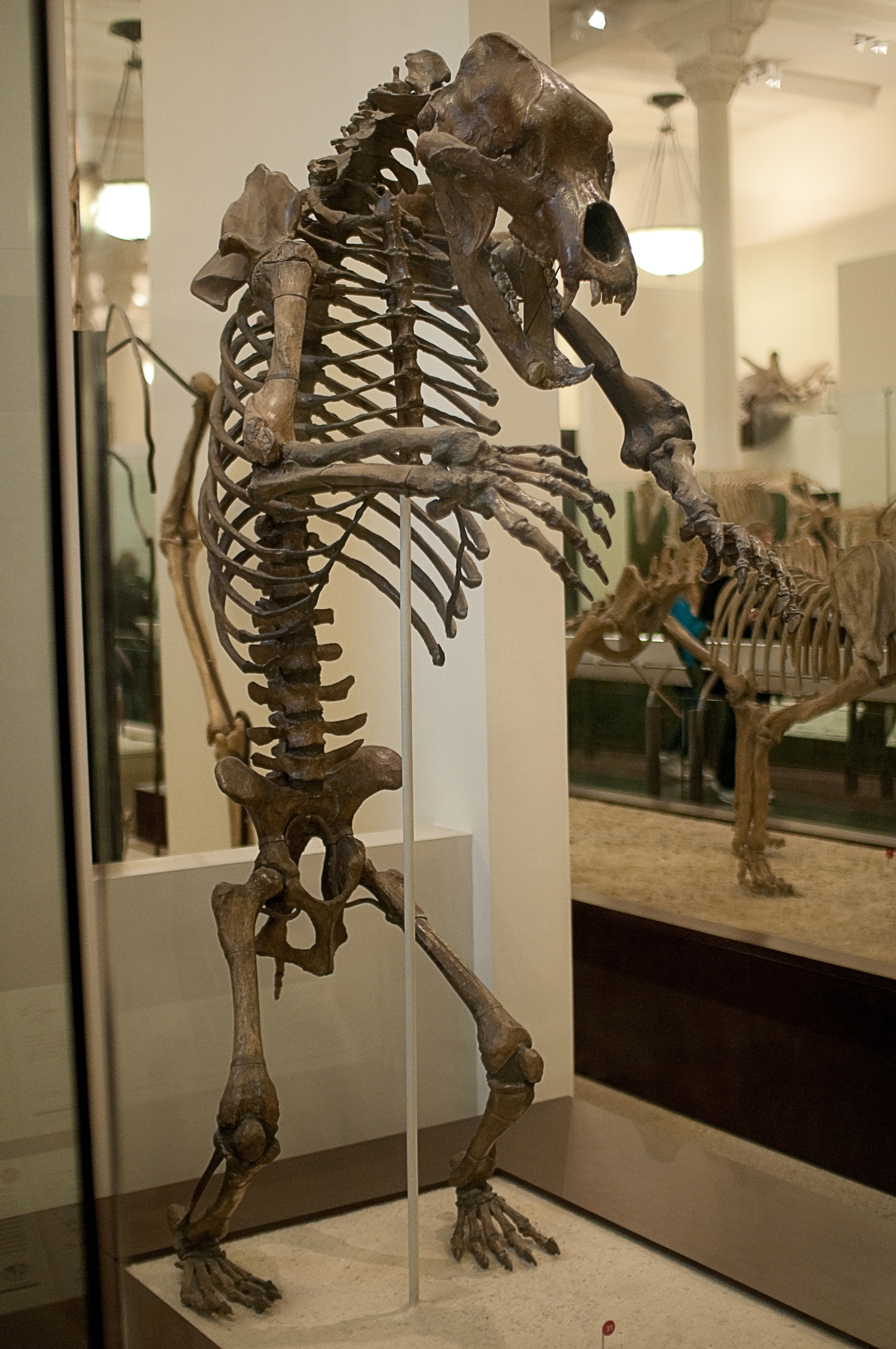
Скелет печерного ведмедя

Печерні ведмеді були мирними травоїдними тваринами, які харчувалися рослинною їжею. Завдяки своїм розмірам та силі дорослі особини не мали природних ворогів, окрім людей, для яких це був звичний об'єкт полювання. Життя цих тварин було тісно пов'язане з печерами, в яких вони відпочивали й куди ховалися для зимової сплячки.

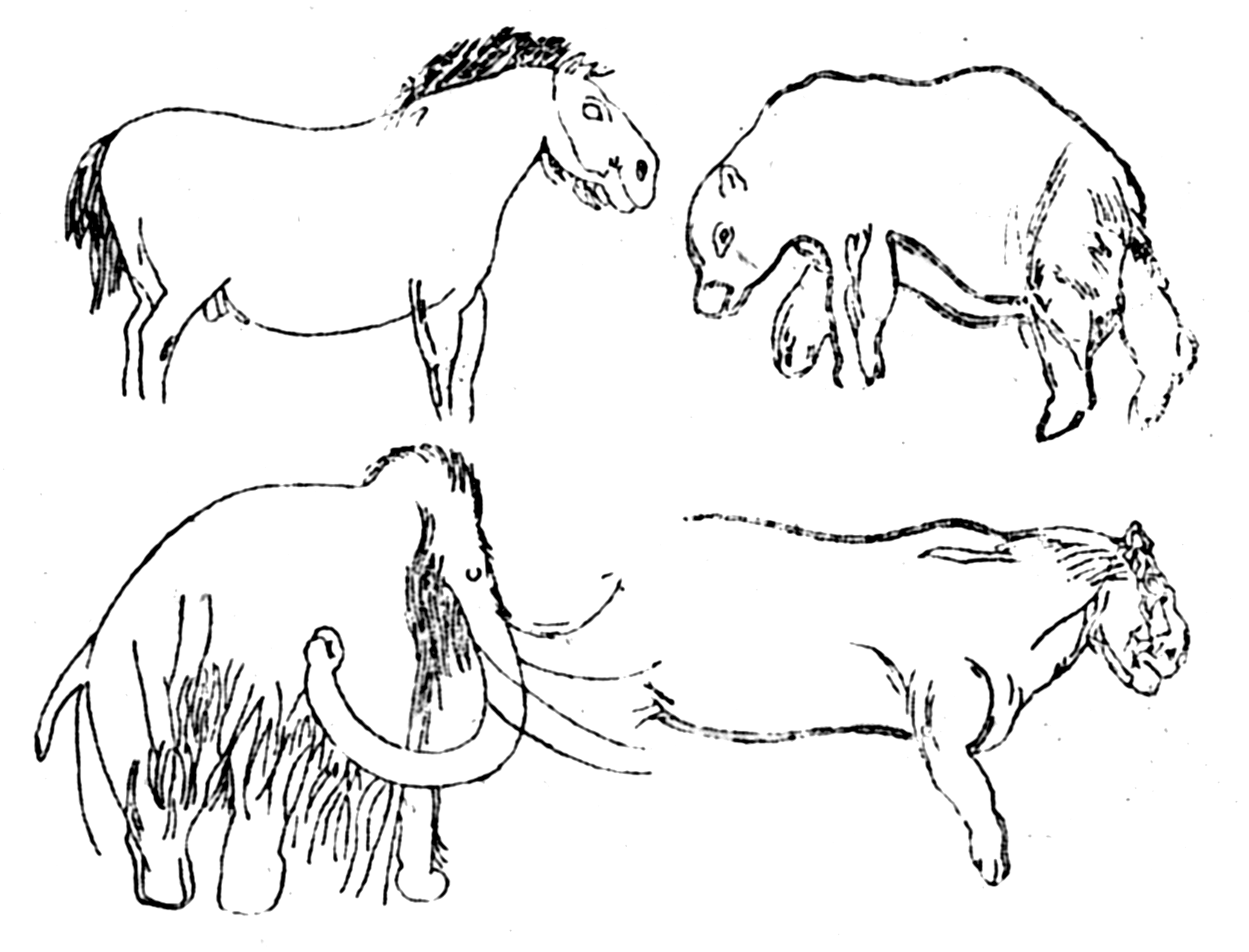
Печерний ведмідь (вгорі праворуч) разом з іншими тваринами, зображеними на наскельному малюнку з печери Комбарель

Життя в печерах було небезпечне. Часом ведмеді у темряві провалювалися в колодязі чи провали, з яких потім не могли вибратися. Наприклад, у колодязі печери в ущелині Пасху, що на Західному Кавказі, знайшли черепи понад 50 ведмедів. Печер, в яких жили ведмеді, дуже багато. Так само багато кісток в них знаходять, наприклад, у Тішоферській печері в Куфштайні в Тиролі знайшли залишки понад 200 дорослих і 180 молодих тварин.

### Смертність
Смерть під час зимової сплячки була поширеним кінцем для печерних ведмедів, через недосвідченість, хворобу або старість. Траплялися випадки, коли весняне танення снігів призводило до затоплення печер і загибелі ведмедів, які там зимували. Деякі знайдені зразки кісток печерних ведмедів мають ознаки численних захворювань, включаючи зрощення хребців, пухлини кісток, карієс, резорбцію зубів, некроз (особливо у молодих особин), остеомієліт, періостит, рахіт і камені в нирках. Також існують докази, що печерні ведмеді хворіли на туберкульоз.

## Поширення
В Альпах, Карпатах, Юрі, гірському Криму, на Кавказі та Уралі знаходять печери, дно яких місцями всипане шаром кісток та черепів ведмедів. Але це залишки не сучасного виду, а кістки вимерлих печерних ведмедів. За черепами, скелетами та наскельними малюнками первісних людей можна відновити в деталях зовнішній вигляд цих тварин.